# Manfredi Rizza
Manfredi Rizza, né le 26 avril 1991 à Pavie, est un Kayakiste italien pratiquant la course en ligne dans les compétitions internationales séniors à partir de 2013.

## Carrière
Il commence le canoë en 2000 à l'âge de neuf ans et étudie la génie mécanique à l'Université de Pavie.
Dans la compétition espoirs, Rizza participe en 2013 aux championnats du monde U23 qui se tenaient à Welland où il se classe 7e en K1-200m. Il participe également dans la catégorie séniors aux Championnats du monde à Duisbourg mais sans pouvoir atteindre les finales A.
En parralèles des championnats, il participe en juin aux Jeux Méditerranéens à Mersin et décroche une médaille d'argentsur 200 mètres derrière le Serbe Marko Dragosavljevic. Le mois suivant, il ajoute une deuxième médailled 'argent lors des Universiades de Kazan.
En 2014, il se classe 6e en K1-200m lors des championnats européens U23 mais 4e lors des mondiaux U23. En août, il participe aux Championnats du monde séniors à Moscou où il est éliminé en série en K1-200m mais finit troisième de la finale B en K2.
En 2016, il monte sur des podiums sur le circuit de coupe du monde comme à Duisbourg en K1 ou K2. Il représente l'Italie aux Jeux olympiques d'été de Rio de Janeiro où il termine sixième de l'épreuve K1 200 mètres.
C'est vraiment en 2021 où Rizza va briller avec la médaille d'or lors des championnats d'Europe à Poznań en K2-200m avec son coéquipier Andrea Di Liberto. Aux Jeux Olympiques de 2020 à Tokyo, Rizza  concoure en kayak monoplace-place sur l'épreuve du sprint où il franchissent la ligne en deuxième position dans une finale remportée par le Hongrois Sándor Tótka.

## Palmarès

### Jeux olympiques
- 2020 à Tokyo,  Japon
  -  Médaille d'argent en K-1 500 m

### Championnats d'Europe
- 2021 à Poznan ,  Pologne
  -  Médaille d'or en K-2 200 m